# Tipsy Belfair
Die Avions Fairey Belfair, nach ihrem Konstrukteur Ernest Tips auch als Tipsy Belfair bezeichnet, war ein zweisitziger Kabineneindecker des belgischen Herstellers Avions Fairey aus der zweiten Hälfte der 1940er Jahre.

## Beschreibung
Die Avions Fairey Belfair war ein Versuch der Firma, nach dem Zweiten Weltkrieg auf den Markt für Sportflugzeuge vorzudringen. Der Konstrukteur war Ernest Tips. Das Flugzeug war ein freitragender Tiefdecker in Holzkonstruktion. Die Verkleidung bestand aus Sperrholz und Stoff. Das Fahrwerk besaß einen Hecksporn. Die Haupträder waren verkleidet. Das Flugzeug wurde von einem umgebauten Walter-Mikron-Reihenmotor angetrieben. Die Kabine war geschlossen und bot Platz für zwei Personen, die nebeneinander saßen. Von beiden Plätzen konnte das Flugzeug gesteuert werden, da der Steuerknüppel in der Mitte angebracht war und die Ruderpedale vor jedem Sitzplatz vorhanden waren.

## Technische Daten
| Kenngröße             | Daten                                           |
| --------------------- | ----------------------------------------------- |
| Besatzung             | 2                                               |
| Länge                 | 6,6 m                                           |
| Spannweite            | 9,5 m                                           |
| Höhe                  | 1,7 m                                           |
| Flügelfläche          | 12 m²                                           |
| Flügelstreckung       | 7,5                                             |
| Leermasse             | 265 kg                                          |
| max. Startmasse       | 500 kg                                          |
| Höchstgeschwindigkeit | 177 km/h                                        |
| Reisegeschwindigkeit  | 160 km/h                                        |
| Reichweite            | 750 km                                          |
| Dienstgipfelhöhe      | 6.000 m                                         |
| Triebwerk             | ein Reihenmotor Walter Mikron mit 46 kW (62 PS) |